# Сейс, Корнел
Корнел Сейс (нидерл. Corneel Seys; 12 февраля 1912, Антверпен — 13 января 1944) — бельгийский футболист, играл на позиции защитника. Участник чемпионата мира 1938 года.

## Биография

### Клубная карьера
На протяжении всей карьеры играл за «Беерсхот», в составе которого выиграл два чемпионских титула в 1938 и 1939 годах. Помимо этого, в 1937, 1942 и 1943 годах становился вице-чемпионом страны.

### Карьера в сборной
В составе сборной Бельгии принимал участие на чемпионате мира 1938 года, где сыграл в матче со сборной Франции — Бельгия проиграла 1:3 и выбыла из турнира. Всего за сборную Бельгии сыграл 2 матча.

## Достижения
«Беерсхот»
- Чемпион Бельгии (2): 1937/38, 1938/39